# Тім Шляйхер
Тім Шляйхер (нім. Tim Schleicher; нар. 30 грудня 1988, Нюрнберг, Баварія, ФРН) — німецький борець вільного стилю, бронзовий призер чемпіонату Європи, учасник Олімпійських ігор.

## Життєпис
Боротьбою почав займатися з 1994 року. Бронзовий призер чемпіонату світу серед юніорів. Триразовий призер чемпіонату Європи серед юніорів.
Виступав за борцівський клуб SV Johannis 07 з Нюрнберга. Тренери — Александер Ляйпольд (з 2009), Райнер Камм (з 2009), Бехкет Селімоглу (з 2009). Він був дворазовим чемпіоном Німеччини — 2008—2009 років та дворазовим бронзовим призером — 2010 та 2013 років.

## Спортивні результати на міжнародних змаганнях

### Виступи на Олімпіадах
| Змагання                    | Збірна    | Вагова категорія          | Місце |
| --------------------------- | --------- | ------------------------- | ----- |
| Літні Олімпійські ігри 2012 | Німеччина | вільна боротьба, до 60 кг | 10    |

### Виступи на Чемпіонатах світу
| Змагання                        | Збірна    | Вагова категорія          | Місце |
| ------------------------------- | --------- | ------------------------- | ----- |
| Чемпіонат світу з боротьби 2009 | Німеччина | вільна боротьба, до 55 кг | 21    |
| Чемпіонат світу з боротьби 2010 | Німеччина | вільна боротьба, до 55 кг | 19    |
| Чемпіонат світу з боротьби 2011 | Німеччина | вільна боротьба, до 60 кг | 20    |

### Виступи на Чемпіонатах Європи
| Змагання                         | Збірна    | Вагова категорія          | Місце  |
| -------------------------------- | --------- | ------------------------- | ------ |
| Чемпіонат Європи з боротьби 2008 | Німеччина | вільна боротьба, до 55 кг | 5      |
| Чемпіонат Європи з боротьби 2009 | Німеччина | вільна боротьба, до 55 кг | 13     |
| Чемпіонат Європи з боротьби 2010 | Німеччина | вільна боротьба, до 60 кг | 11     |
| Чемпіонат Європи з боротьби 2011 | Німеччина | вільна боротьба, до 55 кг | 13     |
| Чемпіонат Європи з боротьби 2012 | Німеччина | вільна боротьба, до 60 кг | 8      |
| Чемпіонат Європи з боротьби 2013 | Німеччина | вільна боротьба, до 60 кг | Бронза |

### Виступи на інших змаганнях
| Змагання                                                        | Збірна    | Вагова категорія          | Місце  |
| --------------------------------------------------------------- | --------- | ------------------------- | ------ |
| Олімпійський кваліфікаційний турнір з боротьби 2008 (Варшава)   | Німеччина | вільна боротьба, до 60 кг | 15     |
| Міжнародний меморіал Дейва Шульца 2009                          | Німеччина | вільна боротьба, до 55 кг | 6      |
| Гран-прі Німеччини з боротьби 2009                              | Німеччина | вільна боротьба, до 60 кг | 5      |
| Гран-прі Німеччини з боротьби 2010                              | Німеччина | вільна боротьба, до 60 кг | 5      |
| Гран-прі Іспанії з боротьби 2011                                | Німеччина | вільна боротьба, до 60 кг | Срібло |
| Меморіал Іона Корнеану 2011                                     | Німеччина | вільна боротьба, до 60 кг | Бронза |
| Cerro Pelado International 2012                                 | Німеччина | вільна боротьба, до 60 кг | 5      |
| Олімпійський кваліфікаційний турнір з боротьби 2012 (Софія)     | Німеччина | вільна боротьба, до 60 кг | 7      |
| Олімпійський кваліфікаційний турнір з боротьби 2012 (Тайюань)   | Німеччина | вільна боротьба, до 60 кг | 18     |
| Олімпійський кваліфікаційний турнір з боротьби 2012 (Гельсінкі) | Німеччина | вільна боротьба, до 60 кг | Срібло |
| Турнір Дана Колова — Николи Петрова 2013                        | Німеччина | вільна боротьба, до 60 кг | 5      |
| Гран-прі Німеччини з боротьби 2013                              | Німеччина | вільна боротьба, до 60 кг | 5      |

### Виступи на змаганнях молодших вікових груп
| Змагання                                       | Збірна    | Вагова категорія          | Місце  |
| ---------------------------------------------- | --------- | ------------------------- | ------ |
| Чемпіонат Європи з боротьби серед кадетів 2004 | Німеччина | вільна боротьба, до 46 кг | 10     |
| Чемпіонат Європи з боротьби серед кадетів 2005 | Німеччина | вільна боротьба, до 50 кг | 5      |
| Чемпіонат Європи з боротьби серед юніорів 2006 | Німеччина | вільна боротьба, до 50 кг | Бронза |
| Чемпіонат світу з боротьби серед юніорів 2006  | Німеччина | вільна боротьба, до 50 кг | 6      |
| Чемпіонат Європи з боротьби серед юніорів 2007 | Німеччина | вільна боротьба, до 55 кг | Срібло |
| Чемпіонат світу з боротьби серед юніорів 2007  | Німеччина | вільна боротьба, до 55 кг | Бронза |
| Чемпіонат Європи з боротьби серед юніорів 2008 | Німеччина | вільна боротьба, до 55 кг | Срібло |
| Чемпіонат світу з боротьби серед юніорів 2008  | Німеччина | вільна боротьба, до 55 кг | 21     |